# Étienne Hubert de Cambacérès
Etienne-Hubert de Cambacérès (Montpellier, 11 settembre 1756 – Rouen, 24 ottobre 1818) è stato un cardinale e arcivescovo cattolico francese.

## Biografia
Nacque a Montpellier l'11 settembre 1756. Papa Pio VII lo elevò al rango di cardinale nel concistoro del 17 gennaio 1803. Morì il 24 ottobre 1818 all'età di 62 anni.

## Genealogia episcopale e successione apostolica
La genealogia episcopale è:
- Cardinale Scipione Rebiba
- Cardinale Giulio Antonio Santori
- Cardinale Girolamo Bernerio, O.P.
- Arcivescovo Galeazzo Sanvitale
- Cardinale Ludovico Ludovisi
- Cardinale Luigi Caetani
- Cardinale Ulderico Carpegna
- Cardinale Paluzzo Paluzzi Altieri degli Albertoni
- Papa Benedetto XIII
- Papa Benedetto XIV
- Papa Clemente XIII
- Cardinale Giovanni Battista Caprara Montecuccoli
- Cardinale Étienne Hubert de Cambacérès

La successione apostolica è:
- Vescovo Jean-Baptiste Bourlier (1802)
- Vescovo Claude-Louis Rousseau (1802)
- Vescovo Claude André (1802)
- Vescovo Pierre-François Bienaymé (1802)

## Araldica
|  |

|  |